# Gorutuba (Porteirinha)
Gorutuba é um distrito do município brasileiro de Porteirinha, no interior do estado de Minas Gerais. Segundo o censo demográfico de 2022, realizado pelo Instituto Brasileiro de Geografia e Estatística (IBGE), sua população era de 3 266 habitantes e havia 1 169 domicílios particulares permanentes ocupados. Possui área de 526,51 km² conforme a Fundação João Pinheiro (FJP).
De acordo com o IBGE, em 2010 a população era de 3 550 habitantes e havia 1 366 domicílios particulares.
Foi criado pela lei provincial nº 2.107 de 7 de janeiro de 1875. Passou a figurar em Porteirinha pelo decreto-lei estadual nº 148 de 17 de dezembro de 1938, com a emancipação da cidade.